# 卢瓦尔河畔安格朗德勒弗雷讷
卢瓦尔河畔安格朗德勒弗雷讷（法語：Ingrandes-le-Fresne-sur-Loire，法語發音：[ɛ̃ɡʁɑ̃d lə fʁɛn syʁ lwaʁ] ⓘ；2024年之前写作）是法国曼恩-卢瓦尔省的一个市镇，位于该省西部，属于昂热区。

## 历史
卢瓦尔河畔安格朗德勒弗雷讷成立于2016年1月1日，由安格朗德和卢瓦尔河畔勒弗雷讷合并而成，其中安格朗德为政府驻地，而卢瓦尔河畔勒弗雷讷在合并前属于大西洋卢瓦尔省。2024年1月1日，市镇圣西吉斯蒙并入卢瓦尔河畔安格朗德勒弗雷讷。

## 地理
卢瓦尔河畔安格朗德勒弗雷讷（47°24'14"N, 0°55'10"W）面积25.66 平方千米，位于法国卢瓦尔河地区大区曼恩-卢瓦尔省，该省份为法国西部内陆省份，大致对应安茹地区，北起顺时针与马耶讷省、萨尔特省、安德尔-卢瓦尔省、维埃纳省、德塞夫勒省、旺代省、大西洋卢瓦尔省和伊勒-维莱讷省接壤。

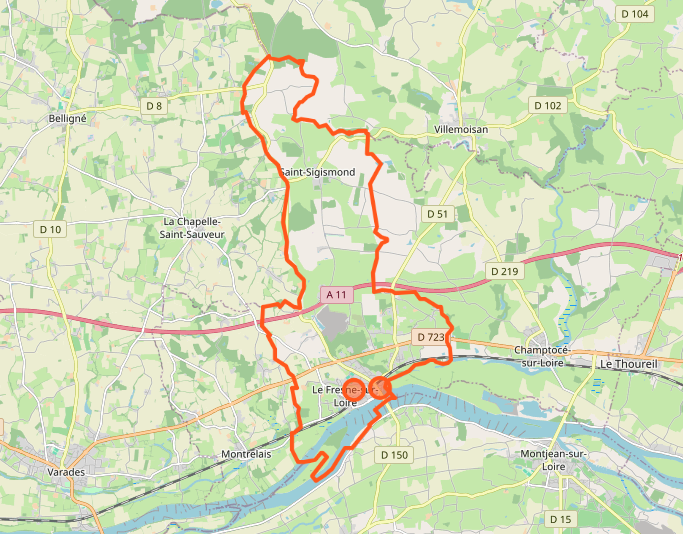
卢瓦尔河畔安格朗德勒弗雷讷的OSM定位图

与卢瓦尔河畔安格朗德勒弗雷讷接壤的市镇（或旧市镇、城区）包括：卢瓦尔河畔尚托塞、卢瓦尔河畔莫日、卢瓦罗克桑斯、蒙特勒莱、瓦勒代德尔欧桑斯。
卢瓦尔河畔安格朗德勒弗雷讷的时区为UTC+01:00、UTC+02:00（夏令时）。

## 行政
卢瓦尔河畔安格朗德勒弗雷讷的邮政编码为49123，INSEE市镇编码为49160。

## 政治
卢瓦尔河畔安格朗德勒弗雷讷所属的省级选区为卢瓦尔河畔沙洛讷县。

## 人口
卢瓦尔河畔安格朗德勒弗雷讷于2022年1月1日时的人口数量为3069人。